# 2009년 구정컵
2009년 구정컵은 홍콩에서 해마다 열리는 구정컵의 27번째 대회이다. 결승전에서 사우스 차이나 AA-TSW 페가수스 연합팀이 AC 스파르타 프라하를 2-1로  꺾고 우승을 차지했다.